# わが名はカウボーイ
「わが名はカウボーイ」（わがなはカウボーイ）は、イタリアの歌。原題は『Cavalca Vaquero』。日本では1971年12月 - 1972年1月にNHKの『みんなのうた』で紹介された。
- 作詞：ダンテ・パンツーティ（筆名：ダンパ）、訳詞：阪田寛夫
- 作曲：ヴィルジリオ・パンツーティ（筆名：マクギラール）、編曲：福田和禾子

## 概要
木馬にまたがり、アメリカ西部のカウボーイ気分を味わう子供の様子を、ウエスタン調に乗せて歌った楽曲。歌詞の中の「ユピエー、ユピアー、ユピオー」とは、イタリア語で馬に乗る時の掛け声を現す。歌は石井祥子とひばり児童合唱団、アニメーションは田中八寿穂。
衛星第2テレビの『なつかしのみんなのうた』で、2006年9月7日と2007年1月3日の2回に渡って放送、更に2006年と2007年の12月31日にNHK-FMで放送された『今日は一日みんなのうた三昧』でも放送されたが、地上波では一度も再放送されていない。なお現在はDVD-BOX『NHK みんなのうた』に収録されている。
2024年6、7月でラジオのみだが、再放送されたのは16年半ぶり。

## カバー
2011年現在石井版はCD化されていないが、キングレコードからはひばり児童合唱団単独によるカバーLPやCDが発売された。